# Зеэви, Ариэль
Ариэль (Арик) Зеэви (ивр. אריק זאבי‎, р.16 января 1977) — израильский дзюдоист, призёр Олимпийских игр, многократный чемпион Европы.
Ариэль Зеэви родился в 1977 году в Бней-Браке. Уже в 14 лет он выиграл чемпионат Израиля среди взрослых, став самым молодым чемпионом в истории страны. В 1999 году он стал бронзовым призёром чемпионата Европы, а в 2000 году принял участие в Олимпийских играх в Сиднее, но там был лишь 5-м. В 2001 году он в первый раз выиграл чемпионат Европы, а также завоевал серебряную медаль чемпионата мира. В 2004 году он стал бронзовым призёром Олимпийских игр в Афинах.